# 明治大学黒川農場
明治大学黒川農場（めいじだいがくくろかわのうじょう、英: Meiji University Kurokawa Field Science Center）は、明治大学大学院農学研究科・農学部が所有する実習農場。
2012年に山梨県富士吉田市、千葉県千葉市から神奈川県川崎市へ統合移転した。

## 概要
- 所在地:神奈川県川崎市麻生区黒川2060-1
- 本館、アカデミー棟、展示温室、自然生態園、有機圃場、実習圃場、加工実習棟、温室、ペレット生産場などからなる。

2012年に、環境・自然・地域との共生をコンセプトとして、神奈川県川崎市黒川地区に開設。総事業費数十億円の先端技術を有する「アグリエコファーム」であり、里山、ビオトープ、バイオマスエネルギー循環システム、雨水利用システム、風力発電等の未来型エコシステムを完備し幅広い実習教育や研究開発が可能となっている。
植物工場的先端技術を駆使した生産システムや、有機農法をベースとした環境保全型生産システムなどを併せ持つ農場であり、世界に向けた次世代農場モデルの発信、国際協力を企図する。
農場内の本館、アカデミー棟など主要建築物はアイ・エヌ・エー新建築研究所が設計。
明治大学のサテライトキャンパスであると同時に、黒川地区が位置付けられている農業公園構想の中核的存在となっている。多摩ニュータウンなどの市街地に近いものの、斜面の雑木林の緑と水田、畑、小川が織りなすモザイク状の景色が美しい里山が保存されている。農場内の自然生態園は、元々現地に生息していた動植物の生態環境が保存されており、雑木林や小川、草地など、丘陵地の自然をコンパクトに理解できる形態になっている。丘陵地特有の植物である、キンラン、タマノカンアオイ、ノハナショウブ、水生生物のカワモズクなどの絶滅危惧種が生息している。また、本館には同地内にある130万年前の上総層群連光寺層から出土したモミの木などが展示されている。
尚、農場で生産された無農薬の野菜、果物などは黒川農場ブランド製品として、近隣のJAや明治大学各キャンパスなどで一般販売されている。

## 研究・開発

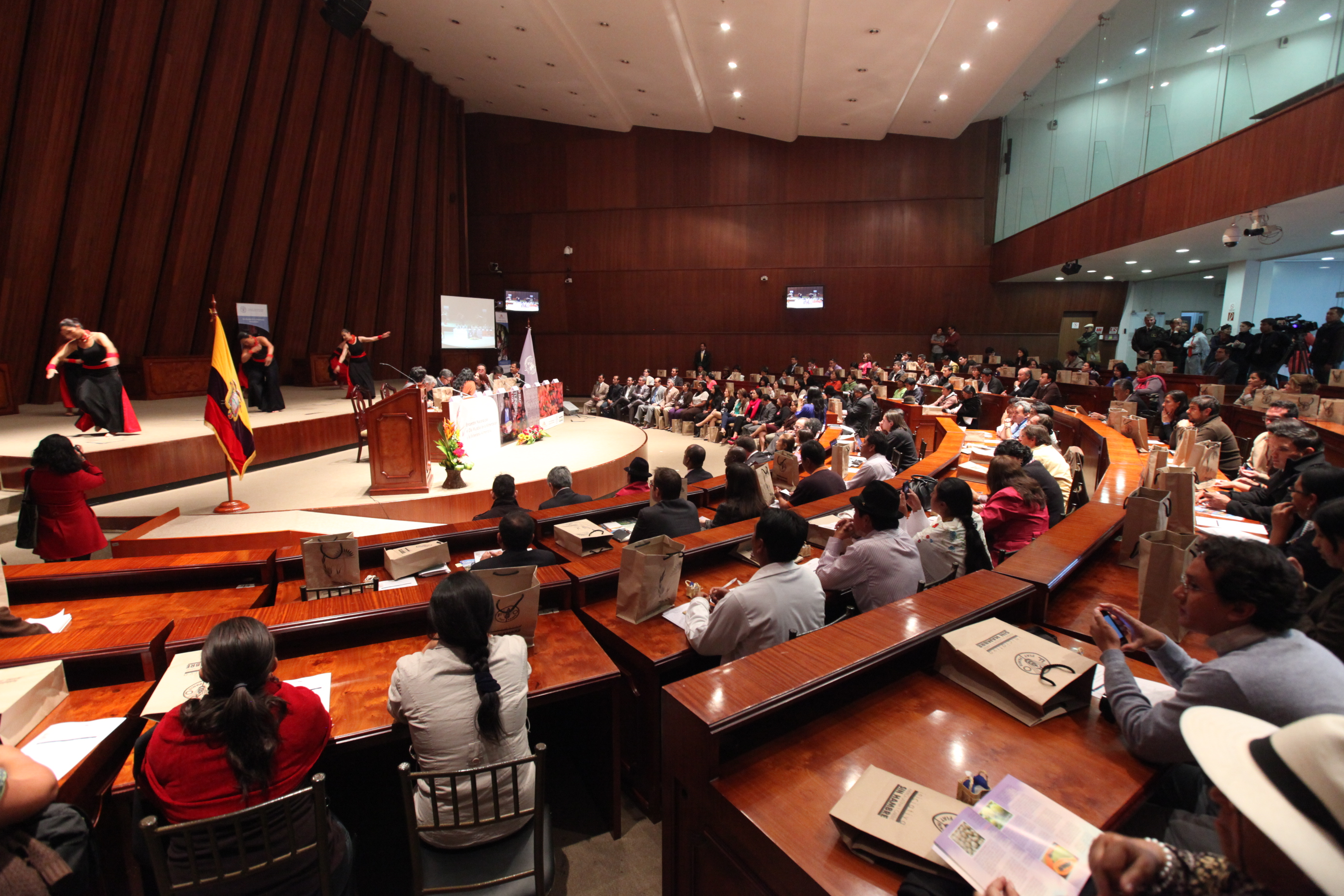
国際連合食糧農業機関本部（ローマ）

明治大学は日本の大学で初めて国際連合食糧農業機関（FAO、国連の承認を受けて、世界の食糧生産・農林水産業に関する情報と討議の場の提供や，各種提言と開発援助を行う機関）と協定を結んでおり、次世代農場モデルを世界に発信し国際協力に向けた研究開発が進められている。黒川農場では、先端技術を駆使した栽培システムや、有機農法をはじめとする環境保全型システムを整備。地域や企業と大学の産学連携による多目的な都市型農場を目指し研究が行われている。
ICTやAIの活用による省力化、新農法の研究開発などにより、農業をとりまく事業全体を経営、プロデュースする人材の育成を企図する。

### 主な研究事例
- ICTを活用した農法の開発。クラウド環境を提供するマイクロソフトやルートレック・ネットワークなどの事業者との、センサーデータ活用による農法の事業化などの共同開発など。
- ユーグレナ、戸田建設、DAインベント、ルートレック・ネットワークス等との、ユーグレナを原料とした有機液肥による果物栽培。
- 未来型農業の確立を目指し、ハウスでのホウレンソウやトマト、植物工場でのレタスなどの水耕栽培を実施し、酸素供給やオゾンによる殺菌のためのマイクロバブル技術の研究開発。

## 恒例イベント等
- 例年秋に収穫祭を開催。最先端の生産、研究を行う農場のガイドツアーやや自然生態園のガイドウォークの他、産学共同研究の紹介、農場の野菜や野菜を使用したスイーツ、パスタ、パンなどの販売、コンサートなどを開催。
- JTBとタイアップし毎年、数回の親子向け農業体験プログラムを開催。
- 一般向けのアグリサイエンスアカデミー講座、定期的な自然科学系シンポジウムなどの開催。